# Limnophila defecta
Limnophila defecta là một loài ruồi trong họ Limoniidae. Chúng phân bố ở miền Australasia.